# 國松善次
国松 善次（國松 善次、くにまつ よしつぐ、1938年 4月1日 ‐ ）は、日本の元政治家。元滋賀県知事（公選14・15代）。

## 経歴
- 1959年4月 - 大阪府庁に入庁
- 1976年4月 - 滋賀県庁に入庁
- 1982年4月 - 総務部広報課長
- 1984年4月 - 商工労働部付参事（東京駐在）
- 1985年4月 - 東京事務所長心得
- 1986年4月 - 教育委員会事務局文化部長
- 1987年4月 - 県立近代美術館長（兼務）
- 1989年4月 - 厚生部次長
- 1991年4月 - 健康福祉部次長
- 1992年4月 - 理事（レイカディア振興財団常務理事）
- 1993年4月 - 健康福祉部長
- 1996年8年 - 総務部長
- 1998年3月 - 滋賀県庁を退職
- 1998年7月 - 滋賀県知事（第7代）
- 2008年  -  NPO法人夢・同人の理事長に就任
- 2011年9月 - びわ湖夢王国（障害者支援NPO法人「夢・同人」主催イベント）初代国王
- 2017年11月 - 旭日重光章を受章

## 人物
- 1998年より2006年まで滋賀県知事（2期）。98年の知事選では保守陣営が三分裂し、革新系候補も併せて四人が立候補する激しい選挙戦となったが、稲葉稔前知事の後継指名を受けた国松が初当選した。任期中の主な政策に、琵琶湖での外来魚リリース禁止の条例成立（2002年）や福祉制度の整備などがある。
- 自転車が好きで、自転車政策に積極的で知事当時、現在のナショナルサイクルルートに指定されたビワイチのコースのもととなる「ぐるっとびわ湖サイクルライン」を制定した[1]。